# Bananarama
Le Bananarama sono un gruppo musicale britannico di genere pop rock/dance, formato nel 1981.
Raggiunse, grazie soprattutto alla produzione del duo formato da Steve Jolley & Tony Swain prima e del noto trio Stock, Aitken & Waterman poi, una grande popolarità negli anni ottanta e nei primi anni novanta. Il loro più grande successo è stato il singolo Venus (numero 1 negli Stati Uniti), cover di un brano del 1969, originariamente degli olandesi Shocking Blue.
Attualmente in duo, il gruppo nasce originariamente come un trio (e tale rimane, dopo una prima sostituzione, nel 1988, di uno dei membri, fino al 1991, quando, con la defezione dell'ultima arrivata, la band si riduce alle due originarie fondatrici).
La caratteristica stilistica della formazione, tutta femminile, è quella in cui, invece di creare con le diverse voci un accordo musicale, tutte le componenti cantano assieme all'unisono; una formula che, rivelatasi vincente, è stata raramente messa da parte e solo per esperimenti isolati e poco noti (per esempio la B-side di Do Not Disturb, Ghost, presenta una traccia vocale singola nelle strofe e armonie vocali nei ritornelli).
Dai loro esordi, nel 1981, fino al 2002, le Bananarama avevano venduto più di 40 milioni di copie in tutto il mondo, cifra arrotondata nel 2005, con la pubblicazione di un nuovo album di inediti, Drama, il cui primo singolo Move in My Direction, ha raggiunto la Top 20 britannica, a più di dieci anni di distanza dal precedente ultimo successo nella madrepatria (si trattava, all'epoca, della cover More More More, la cui più o meno radicale rielaborazione, estratta dall'album Please Yourself, aveva raggiunto il Numero 24, nella medesima classifica, all'inizio del 1993).

## Storia

### Dalle origini all'esordio
Il gruppo viene formato, nel 1981, da tre amiche, Siobhan Fahey, Sara Dallin e Keren Woodward (Dallin e Woodward si conoscono da quando avevano 4 anni). Il nome Bananarama è il risultato della fusione tra Lo Show dei Banana Splits (uno spettacolo statunitense per bambini) e Pyjamarama (una canzone dei Roxy Music).
Nel 1981, il trio, appena formato, abita sopra la sala prove di Steve Jones e Paul Cook, rispettivamente chitarrista e batterista dei Sex Pistols. Con il loro contributo, le Bananarama registrano il loro primo demo, Aie a Mwana, una cover dei Black Blood, cantata in lingua swahili, e lo inviano alla Demon Records. La canzone diventa un successo nei club e nelle discoteche, senza però sfiorare la UK Top 75.
Nel 1983, esce l'album d'esordio, Deep Sea Skiving, che riscuote successo, entrando addirittura nella Top Ten britannica e arrivando fino al Numero 7. L'album contiene alcune tra le più famose hit della band, come Really Saying Something e Shy Boy, le quali raggiungono, rispettivamente, il numero 5 e il numero 4 nella classifica britannica, e il tormentone da stadio Na Na Hey Hey Kiss Him Goodbye, il cui videoclip le vede per la prima volta alle prese con un goffo e divertente tentativo di eseguire un balletto su un ring, durante un improbabile incontro di pugilato con un massiccio boxeur, messo al tappeto da quelle che la voce narrante fuori campo sulla loro prima video compilation, And That's Not All..., descrive ironicamente come «three delicate girls» ('tre ragazze delicate'). Il disco comprende anche Doctor Love, un brano scritto dal noto musicista inglese Paul Weller, oggi solista, ex leader di The Jam e The Style Council (dei quali faceva già parte all'epoca della stesura del brano per le Bananarama); il pezzo, uno dei migliori fra quelli interpretati dalle ragazze, è curiosamente finito presto nel dimenticatoio.

### Il grande successo degli anni '80 e il cambio di formazione
Il successivo album omonimo, Bananarama, del 1984, ottiene ancora più successo del primo, anche se non ne raggiunge la stessa posizione in classifica nella madrepatria, fermandosi al numero 16, ma viene promosso in tutto il mondo uscendo in diverse edizioni. Si tratta soprattutto di una rivincita nei confronti della critica, che aveva fino ad allora accusato le tre ragazze di essere una band costruita a tavolino dai propri produttori. I testi, per la prima ed unica volta riprodotti nella busta interna del disco, dimostrano una raggiunta maturità artistica e un notevole impegno sociale, trattando temi scottanti, come lo stupro, la guerra, la violenza nei confronti dei bambini. Nonostante la serietà degli argomenti, le Bananarama riescono a mantenere i ritmi e le cadenze tipicamente uptempo che ne costituiscono da sempre il marchio di fabbrica. Il lavoro contiene diversi altri successi della formazione, di minore o maggiore entità, come Hot Line to Heaven, Rough Justice e Cruel Summer (quest'ultima, loro primo successo negli Stati Uniti, è inserita anche nella colonna sonora del film Per vincere domani - The Karate Kid), ma soprattutto Robert De Niro's Waiting..., numero 3 in classifica, la loro prima performance dal vivo alla televisione britannica (anche se non molto apprezzata, a causa di un evidente problema tecnico che disturba l'audio per tutta la durata del brano) e uno dei loro tre singoli più di successo nella madrepatria, che combina il tema dello stupro, un ritmo trascinante e il geniale ritornello che procurerà loro una piacevole serata trascorsa con l'attore italo-statunitense Robert De Niro.
Nello stesso anno, nel periodo di Natale, il trio fa parte della Band Aid, un supergruppo composto da molti degli artisti all'epoca più famosi (come l'organizzatore Bob Geldof, Sting dei Police, Simon Le Bon dei Duran Duran, George Michael degli Wham!, Tony Hadley degli Spandau Ballet e Boy George dei Culture Club, solo per citarne alcuni). Formatasi per scopi no profit, la mega-band incide il singolo Do They Know It's Christmas?, il cui scopo principale è quello di raccogliere fondi contro la fame nel mondo, in particolar modo per cercare di far fronte all'allora particolarmente disastrosa situazione in Etiopia. Le Bananarama faranno parte anche della Band Aid II, nel 1989, unico gruppo a riuscire nell'impresa (anche se in due diverse formazioni e nonostante non parteciperanno alla re-incisione commemorativa del brano per il ventennale).
Nel 1986 viene lanciato sul mercato il loro lavoro più maturo, True Confessions, che contiene tra l'altro il brano che le consacra definitivamente come band femminile di successo in tutto il mondo, la famosa Venus (cover del brano inciso dal gruppo olandese Shocking Blue), prodotta dai tre produttori della dance del decennio, Stock, Aitken & Waterman, allora agli esordi, rappresentativo marchio del synthpop degli anni ottanta. Venus è accompagnata da un popolare videoclip (in minima parte ripreso nel penultimo video del duo, Move in My Direction del 2005), che rappresenta la vera svolta fashion del gruppo (parzialmente iniziata con il video precedente, Do Not Disturb del 1985, il singolo che anticipa di quasi un anno True Confessions), fino ad allora fautrici di uno stile casual e quasi trasandato, che le aveva portate tra l'altro a lavorare con i Funboy Three (con cui, oltre a ottenere i due grandi successi con altrettante cover, Really Saying Something e It Ain't What You Do (It's the Way That You Do It), entrambe nella Top 10 britannica, avevano anche prestato le proprie voci per quattro brani dell'album del trio maschile). Venus regala alle Bananarama il Numero 1 negli Stati Uniti, nella classifica dei singoli Billboard Hot 100 (risultato che non riusciranno mai a raggiungere in Gran Bretagna, né come trio, né come duo, né con Jacquie, né con Siobhan; ci riuscirà invece proprio quest'ultima, con le Shakespears Sister e il brano Stay, rimasto in vetta per otto settimane), mentre il relativo video le trasforma in amate icone gay internazionali, ruolo che da allora non lasceranno più, prestandosi anzi come madrine in parecchi Gay Pride in tutto il mondo (a Londra nel 1994 e a Roma nel 2005, soltanto per citarne due in cui ebbero una parte predominante nell'evento).
Wow!, del 1988, sebbene nettamente inferiore dal punto di vista dell'innovazione e dei testi rispetto a True Confessions, costituisce forse l'album più conosciuto del trio (anche se si piazza soltanto al Numero 26, la posizione fino ad allora più bassa in classifica per un album delle Bananarama, peggiorata poi con il successivo album di studio, Pop Life, non andato oltre il Numero 42), con sonorità più orientate verso la dance music e l'europop che allora si stava appena affermando, proprio grazie al citato terzetto di produttori, Stock, Aitken & Waterman, che con You Spin Me Round (like a Record), prodotta per il gruppo inglese dei Dead or Alive (capitanati dall'istrionico Pete Burns, unico vero rivale del popolare gender-bender anglo-irlandese Boy George), avevano lanciato un suono a cui nessuno saprà tener testa per tutta la seconda metà degli anni ottanta e buona parte dei novanta, dando vita a gruppi, oggi per lo più dimenticati (unica grande eccezione è forse costituita da Kylie Minogue, che realizza con loro i suoi primi 4 album e il suo primo Greatest Hits), ma che all'epoca spopolarono letteralmente (come Rick Astley, Sonia, Jason Donovan etc.). Wow! genera un'infinità di singoli, tutti enormi successi, coi relativi video, tra cui I Heard a Rumour e Love in The First Degree (quest'ultimo, dopo Robert DeNiro's Waiting, sarà il secondo Top 3 per la band, che ne conquisterà un terzo con la cover di Help!, il classico dei Beatles, realizzata per beneficenza, un paio di anni dopo).
Dopo il successo di Wow!, proprio durante il lancio di Love in the First Degree, Siobhan Fahey abbandona la formazione, per formare una sua propria band, le Shakespears Sister, un duo che possa permetterle una maggiore flessibilità nella pianificazione della carriera. Infatti, ormai sposata con Dave Stewart degli Eurythmics, la Fahey è anche diventata mamma di un bambino, nato proprio nel primo periodo promozionale dell'album. Nel video per uno dei singoli, I Can't Help It, la gestante viene infatti inquadrata sempre dalla vita in su, e non compare nella sensuale scena della vasca piena di latte e frutta, per problemi di «galleggiamento»... Siobhan va via non senza aver prima ritirato l'ambìto premio che vede le tre ragazze entrare nel Guinness dei Primati come la band femminile più di successo di tutti i tempi (primato che ancora detengono), conferito alle Bananarama nel 1988 e festeggiato con una storica esibizione (alcuni spezzoni della quale vengono riproposti, montati assieme alle scene originali del videoclip girato in studio, nella raccolta in VHS The Greatest Hits Collection, ricca di ballerini in topless, proprio sulle note di Love in the First Degree.
Nonostante l'abbandono del terzo membro storico del trio venga imputato a problemi logistici e di organizzazione pratica, secondo alcuni, dietro alla decisione della Fahey ci sarebbero incomprensioni artistiche, che sembrerebbero di fatto riflettersi sia nei lavori delle Shakespears Sister, maggiormente improntati a un pop rock/new wave a sfondo sociale che all'europop e alla dance disimpegnata, sia nei testi di alcuni dei brani del nuovo duo, definiti da Sara e Keren, in interviste successive, come dedicati da Siobhan alle ex colleghe (tra questi, il caso più evidente è forse rappresentato dalla prima vera hit delle Shakespears Sister, You're History, il cui titolo, che allude a una storia vecchia e ormai finita, come d'altronde l'intero testo, sembra già di per sé un chiaro riferimento). Al suo posto arriva comunque Jacquie O'Sullivan, la cui scelta viene approvata anche dal membro uscente, che la definisce come l'unica sostituta possibile, essendo le Bananarama innanzitutto un gruppo di amiche di vecchia data, ed essendo Jacquie appunto prima di tutto un'amica. Proveniente da un altro, meno noto, gruppo femminile, le punk Shillelagh Sisters, Jacquie aveva già partecipato, insieme a Sara, Keren e Siobhan, proprio a un video degli Eurythmics, quello girato per il singolo Who's That Girl?. Con la O'Sullivan, vengono innanzitutto re-incisi, con la sua voce, due brani già inseriti su Wow!, lì cantati invece insieme alla Fahey. I due pezzi rilavorati, I Want You Back (brano di chiusura di Wow!) e Nathan Jones (cover del poco noto brano delle Supremes senza Diana Ross alla voce), verranno inseriti nella prima raccolta di successi delle Bananarama, la celebre The Greatest Hits Collection, del 1988, che comprende anche l'inedito Love, Truth & Honesty, uno dei rari brani del gruppo ad avere un ritmo più rilassato, cosiddetto downbeat, nonché primo ed unico brano composto da Sara e Keren assieme a Jacquie, la quale resterà successivamente del tutto esclusa dal processo compositivo e dalle scelte creative (motivo che porterà alla sua defezione, poco dopo l'uscita del nuovo album di inediti Pop Life, nel 1991).
L'anno seguente, nel 1989, il trio intraprende il primo tour mondiale, toccando il Nord America, l'Asia orientale e il Regno Unito, costringendo così i colleghi Pet Shop Boys a fare altrettanto. Questi ultimi infatti avevano dichiarato che sarebbero andati in tournée solo quando l'avrebbero fatto anche le ragazze. Dietro a questa provocazione, si cela l'accusa spesso rivolta a entrambe le band di essere un bluff simulato in studio e di essere incapaci di suonare e cantare dal vivo, visto che fino ad allora, pur avendo alle spalle diversi anni di carriera, non avevano mai sperimentato la dimensione dal vivo (eccetto lo sfortunato caso delle ragazze, con la disastrosa performance di Robert DeNiro's Waiting, sul programma inglese The Tube).

### Il calo di popolarità negli anni '90 e la riduzione a duo
Nel 1991, la nuova formazione delle Bananarama pubblica Pop Life, album piuttosto diverso dai precedenti e dai seguenti, altro punto di arrivo creativo dopo True Confessions, che incorpora, oltre alla tradizionale dance, altri stili musicali, come il reggae, il flamenco e l'acid house. Il lavoro ottiene un discreto successo internazionale, pur senza andare oltre il Numero 42 nella classifica britannica (e sarà l'ultimo album di studio delle Bananarama, raccolte escluse, a entrare da allora nei primi 100 nel Regno Unito). I primi tre singoli, Only Your Love, Preacher Man e Long Train Runnin' (interpretata con i Gipsy Kings, sotto lo pseudonimo di Alma De Noche) entrano tutti nella Top 30, mentre un clamoroso e inaspettato flop è rappresentato dal quarto singolo, la tanto dimenticata quanto sottovalutata Tripping on Your Love, che ha la sfortuna di venire pubblicata durante la maternità di Sara e dopo l'annuncio dell'abbandono della O'Sullivan, eventi che ne rendono praticamente impossibile la promozione. Curiosamente, il brano resta comunque nella storia della band per essere stato il più remixato: circa 20 sono infatti le versioni alternative, extended e remix, commissionate a vari artisti, tra cui George Michael. Dopo aver definitivamente lasciato le due compagne di viaggio, Jacquie O'Sullivan dà vita al gruppo delle Slippery Feet, gruppo di breve durata.
Nel 1993, la Dallin e la Woodward, ormai decise a continuare come duo, pubblicano il nuovo album, Please Yourself. Strano lavoro, il disco, che costituisce una specie di passo indietro rispetto alle innovazioni di Pop Life, recupera due terzi del famoso trio di produttori che avevano plasmato il suono di Wow!, per l'esattezza Stock & Waterman, i quali, dopo l'abbandono di Aitken, proseguono anch'essi come duo. In realtà, già il mezzo flop di Pop Life era stato attribuito a quella che molti avevano considerato come una contraddizione in termini: Sara e Keren (come accennato, Jacquie era esclusa dal processo compositivo) avevano infatti dichiarato di volersi staccare da Stock, Aitken & Waterman, affidando loro soltanto un paio di brani sui 12 in totale inclusi nel CD, così da poter sperimentare nuove strade. Il risultato però era stato ottenuto solo in parte, con brani molto diversi dal solito, quali il primo e l'ultimo singolo, rispettivamente Only Your Love e Tripping on Your Love, ma altri che, pur se scritti dalle ragazze insieme ad altri collaboratori (primo su tutti Youth), suonano molto simili, se non addirittura identici, a quelli del disco precedente, Wow!, tutto scritto con Stock, Aitken & Waterman (l'esempio più evidente è costituito dal secondo singolo, Preacher Man, di cui il CD contiene addirittura due versioni).
Quanto al nuovo Please Yourself, quindi, anche se sembra apparentemente proseguire, a distanza di qualche anno, il discorso sonoro aperto con Venus e More Than Physical (altro singolo, meno fortunato, estratto da True Confessions e prodotto dal trio Stock, Aitken & Waterman, mentre il resto dell'album e dei singoli erano curati da Jolley & Swain, già produttori di Imagination, Alison Moyet e Spandau Ballet, tra gli altri, e responsabili anche del secondo album omonimo delle ragazze, Bananarama del 1984), il lavoro del 1992 si discosta in realtà abbastanza nettamente dal sound prettamente synthpop, che aveva reso famose le Bananarama negli anni ottanta. A detta dei produttori, il tentativo è quello di ricreare un sound disco che ricordi molto da vicino gli ABBA, che in quel periodo stanno vivendo l'ennesimo, lungo revival, soprattutto grazie a un fortunato EP del gruppo britannico degli Erasure, e in effetti Please Yourself sembra quasi un intero album di cover della band svedese. Nonostante il raggiungimento dell'obiettivo prefissato e il discreto successo di due dei tre singoli estratti (il primo, Movin' On, e il terzo, More, More, More, unica cover dell'album, anche se largamente rimaneggiata rispetto all'originale), le Bananarama devono far fronte al clamoroso flop del secondo singolo, Last Thing on My Mind, che non andrà oltre il Numero 71 della classifica britannica. Anche se, qualche tempo dopo, il duo si prenderà una bella soddisfazione, vedendo lo stesso pezzo, da loro composto, diventare uno dei più grandi successi del giovane gruppo britannico degli Steps (oltre alla Top 5 nella madrepatria, il brano diventerà Numero 1 in Belgio e otterrà un enorme successo in altri paesi europei), le ragazze prenderanno presto le distanze da Please Yourself, dichiarandolo un album al quale non sono molto affezionate.
Ironicamente, sarà proprio Please Yourself a regalare alle Bananarama, prima di un lungo oblio, interrottosi solo di recente, il loro ultimo successo di classifica nel Regno Unito, con la cover di More, More, More. Dopodiché, la loro casa discografica storica, la London Records, per la quale sono usciti tutti i dischi del gruppo, fino al 1993, non rinnova loro il contratto, così l'album successivo uscirà nei vari paesi del mondo su varie etichette. Il lavoro, puro europop, a parte un paio di incursioni più morbide, dove in primo piano ci sono le chitarre acustiche, esce nel 1995, con due diversi titoli e due diverse scalette: la versione giapponese s'intitola come la traccia di chiusura, I Found Love, che viene scelta come singolo nipponico e inserita solo qui; nel resto dei paesi in cui esce, il disco prende invece il titolo di Ultra Violet, dai colori della copertina e del video di Take Me to Your Heart, secondo estratto (il primo singolo è Every Shade of Blue, pezzo di apertura dell'album). Take Me to Your Heart, uno degli unici due brani acustici sull'album, viene completamente remixata per l'uscita su singolo, di fatto stravolta fino a farla somigliare agli altri brani dance, e accompagnata da un video che ritrae Sara e Keren a passeggio in un campo di violette - indubbiamente, il video più economico mai girato dal gruppo.

### Gli anni 2000
Dopo la pubblicazione di questo lavoro discografico, di difficile distribuzione, le Bananarama restano in silenzio per quasi dieci anni, per ritornare nel 2001, e tastare il terreno solamente sul mercato francese. Il nuovo album si chiama Exotica e contiene alcune loro hit storiche, reinterpretate in chiave R&B, una sperimentale versione samba di Cruel Summer, e la cover di Careless Whisper di George Michael. La scelta della cover non è casuale: Keren, infatti, nel frattempo si è fidanzata con l'ex Wham! Andrew Ridgeley, con il quale convive da 15 anni in Cornovaglia. L'altro singolo estratto da Exotica e promosso solo in Francia è il brano di apertura dell'album, If (il cui singolo, in realtà, privo di videoclip, non va oltre qualche passaggio radio nemmeno oltralpe, poiché il promo viene ritirato dal mercato poco prima dell'uscita e, in alcuni rari casi, poco dopo, il che lo ha reso un articolo ricercato dai collezionisti).
Nel lungo periodo di silenzio, le raccolte si susseguono innumerevoli, alcune delle quali con qualche rara chicca (come il remix di Tripping on Your Love realizzato da George Michael). Tra i vari greatest hits: The Very Best of Bananarama del 2001 (compilation ufficiale per celebrare i venti anni di carriera del gruppo, arriva fino al Numero 43 in classifica nel Regno Unito ed è l'unica a ritrarre in copertina tutti e quattro i membri, Sara, Keren, Siobhan e Jacquie); The Essentials (che contiene la rara The Wild Life, colonna sonora portante dell'omonimo film del 1984, e inserita nell'edizione statunitense del secondo album, Bananarama) del 2002; Venus and Other Hits del 2003; Really Saying Something: The Platinum Collection del 2005.
È proprio del 2005 l'ultimo album di inediti di studio pubblicato dal duo, Drama. A differenza del precedente Exotica, il disco esce nella madrepatria, dove ottiene, a sorpresa, un incredibile successo, e si parla subito di un grande ritorno. Il primo singolo, infatti, Move in My Direction, riporta le Bananarama nella Top 20 britannica, dopo quasi 13 anni. Discreto successo ottiene anche il secondo singolo, Look on the Floor (Hypnotic Tango), cover di un pezzo degli italiani My Mine, che arriva al Numero 26, accompagnato da un pregevole videoclip, in cui le ragazze cantano, in posa su delle strutture cilindriche bianche, mentre dei ballerini danzano, in una piccola discoteca, assieme a loro. Il lavoro in generale viene accolto positivamente: lo stile classico della band ha ormai raggiunto la piena maturità, il sound è piacevole (c'è persino una nuova incursione acustica, in Middle of Nowhere, registrata un paio di anni prima) e i testi interessanti. Il disco contiene anche un nuovo remix di uno dei più vecchi successi dell'allora trio, Really Saying Something, ripubblicato anche su singolo. Analogamente a quanto è accaduto a Lisa Stansfield con la sua prima hit, People Hold On, il remix, realizzato da Solasso, nasce come un bootleg e viene poi apprezzato a tal punto dall'artista/gruppo originale da venire incluso nel proprio album.
Dopo questo gradito ritorno, quasi inevitabile l'uscita di nuove raccolte, così, prima viene pubblicata una collection di remix ed extended, The Twelve Inches of Bananarama, del 2006, e poi viene immesso sul mercato Greatest Hits and More More More, del 2007, che contiene per intero The Greatest Hits Collection del 1988, di cui viene riproposta anche la medesima fotografia di copertina (in cui compariva ancora Siobhan, anche se all'epoca già sostituita da Jacquie), con i singoli tratti dai primi quattro album, all'interno di una più estesa raccolta che comprende anche alcuni dei singoli posteriori, a coprire il periodo 1989-1991, lasciato scoperto dalla raccolta precedente. La parte di titolo aggiunta alla recente raccolta è rappresentata da More More More, titolo dell'ultimo singolo estratto, nel 1993, dall'album Please Yourself del 1992, l'unico dei 3 singoli tratti da quell'album a essere contenuto nella compilation del 2007, che comprende in totale 8 tracce in più rispetto all'edizione in vinile della collection del 1988 (già espansa poco dopo nella versione in CD). Questa raccolta, la terza ufficialmente promossa dal gruppo, esce per celebrare i venticinque anni di carriera delle Bananarama e, come le altre due compilation ufficiali precedenti, entra in classifica, anche se non va oltre il Numero 61; al momento, è l'ultimo album delle ragazze a essersi piazzato tra i primi 100 dischi più venduti in Gran Bretagna, dato che l'ultimo album di studio, Drama, non è andato oltre il Numero 169.
Nel febbraio del 2007, le Bananarama hanno annunciato di essere al lavoro nella composizione di un nuovo disco senza menzionare la data di uscita. Intanto, la Rhino Records, rilevando i diritti della London Records, ha ripubblicato i primi sei album della band, da Deep Sea Skiving del 1983 a Please Yourself del 1993, tutti rimasterizzati e con una serie di tracce bonus su ciascuno (costituite da lati B e altri brani finora mai inseriti sugli album, come colonne sonore, remix, singoli internazionali, etc.). Sempre la Rhino Records ha fatto uscire, nello stesso anno, una tripla raccolta su CD, intitolata The Works, in occasione dei 25 anni di carriera delle Bananarama.
Nel mese di settembre 2009, il nuovo album Viva e il primo singolo da esso estratto Love comes sono stati pubblicati dalla Fascination Records.

## Formazione

### 1981-1988
- Keren Woodward
- Sarah Dallin
- Siobhan Fahey

### 1988-1991
- Keren Woodward
- Sarah Dallin
- Jacquie O'Sullivan

### 1991-attuale
- Keren Woodward
- Sarah Dallin

## Discografia

### Album in studio
- 1983 – Deep Sea Skiving
- 1984 – Bananarama
- 1986 – True Confessions
- 1987 – Wow!
- 1991 – Pop Life
- 1993 – Please Yourself
- 1995 – Ultra Violet
- 2001 – Exotica
- 2005 – Drama
- 2009 – Viva
- 2019 – In Stereo
- 2022 – Masquerade

## Videografia
- 1984 - And That's Not All...
- 1987 - The Video Singles
- 1988 - The Greatest Hits Collection
- 2012 - 30 Years Of Bananarama